# Проба Хэда
Проба Хэда — нейропсихологическая методика, направленная на исследование пространственного праксиса. Предложена в 20-е гг. XX века английским неврологом и нейропсихологом Г. Хэдом.

## Описание методики
Перед испытуемым ставится задача воспроизводить пространственно организованные движения рук психолога. Даётся следующая инструкция: «Всё, что я делаю правой рукой, Вы должны делать своей правой рукой; всё, что я делаю левой — своей левой». Испытуемый всегда располагается напротив психолога.
Пробы Хэда включают 4 этапа (выделяемых на основании сложности тех поз, которые демонстрирует психолог):
1. Подъём правой, потом левой руки
2. «Простые» позы (рука прикасается к щеке или к уху в одной половине пространства; 2-3 позы выполняются сначала одной, потом другой рукой)
3. «Перекрёстные» позы (рука прикасается к щеке или к уху в контралатеральной половине пространства; 2-3 позы выполняются сначала одной, потом другой рукой)
4. «Двуручные» позы (выполняются обеими руками, расположенными в разных пространственных плоскостях)[1]

## Локализация нарушений
Ошибки при выполнении методики бывают трёх типов:
- долгий, развёрнутый поиск нужной позы — характерно для поражения теменно-затылочных отделов мозга.
- зеркальные ошибки — наблюдаются при поражениях как теменно-затылочных, так и лобных отделов мозга[2][3]
- ошибки вследствие игнорирования левой половины пространства — встречаются при поражениях задних отделов правого полушария.

Если имеет место игнорирование части внешнего зрительного пространства, то больной фрагментарно воспринимает позу психолога (видит только её правую часть). Если налицо нарушения соматогнозиса (восприятия схемы тела, опирающегося на тактильные ощущения), то будет возникать игнорирование половины собственного телесного пространства.